# El Pleito
El Pleito är en ort i Mexiko.   Den ligger i kommunen Arriaga och delstaten Chiapas, i den sydöstra delen av landet, 700 km sydost om huvudstaden Mexico City. El Pleito ligger 4 meter över havet och antalet invånare är 167.
Terrängen runt El Pleito är mycket platt. Havet är nära El Pleito åt sydväst.  Trakten runt El Pleito är nära nog obefolkad, med mindre än två invånare per kvadratkilometer. Närmaste större samhälle är Arriaga, 18,5 km nordost om El Pleito. 